# Marijan Vodopivec
Marijan Vodopivec, slovenski skladatelj, glasbeni urednik in pianist, * 21. januar 1920, Ljubljana, † 4. februar 1977, Ljubljana.
Rodil se je očetu uradniku Francu in materi Tereziji (roj. Lesjak). Marijan Vodopivec, brat pravnika Vlada Vodopivca je bil 1942 zaradi sodelovanja z OF interniran v Gonarsu in 1944 zaprt v Ljubljani. Leta 1945 se je vpisal na ljubljansko AG, kjer je študiral klavir pri Zori Zarnik in kompozicijo, ter 1975 diplomiral pri Alojzu Srebotnjaku.  
Vodopivčevo glasbeno delo je bilo raznovrstno, pretežno vezano na RTV: pripravil je veliko javnih oddaj, mdr. Pokaži, kaj znaš (prvič 1955), s katero je odkrival nove talente. Nepogrešljiv je bil leta 1955 njegov delež pri ustanovitvi in rasti Simfoničnega orkestra RTV Slovenija. Poleg različnih priredb lahke glasbe, glasbe za radijske igre, vokalnih in mladinskih skladb, je ustvaril tudi glasbo za mladinsko TV-nadaljevanko Bratovščina Sinjega galeba po istoimenskem romanu pisatelja Toneta Seliškarja v režiji Franceta Štiglica.

## Priznanja
Za svoje delovanje je prejel dve državni odlikovanji ter leta 1970 nagrado Prešernovega sklada.
- Red dela s srebrnim vencem (1967)
- Red dela z zlatim vencem (1975)

## Opus - izbor glasbenih del za radijske igre in filme
- Huda mravljica
- Erazem in potepuh
- Mojca pokrajculja
- Hvaležni medved (Aja tutaja)
- Glasba za film Srečno, Kekec (Jaz pa pojdem)
- Pesjanska
- Glasba za igro Radio Huda luknja
- Ostržek